# Ermita de San Antonio de Padua (Albiñana)
La ermita de San Antonio de Padua es un edificio religioso de la población de Albiñana perteneciente a la comarca catalana de la Bajo Panadés en la provincia de Tarragona. Está situada en lo alto de una colina, cerca de un kilómetro de la población dentro la Sierra del Quadrell. Es una ermita de arquitectura popular incluida en el Inventario del Patrimonio Arquitectónico de Cataluña y protegida como Bien Cultural de Interés Local.

## Historia
El origen de la ermita se desconoce, pero se sabe la fecha del altar que tenía antes la guerra civil española del año 1936. Era un altar de un barroco tardío de últimos del siglo XVIII, por lo tanto la ermita debe ser anterior.

## Descripción

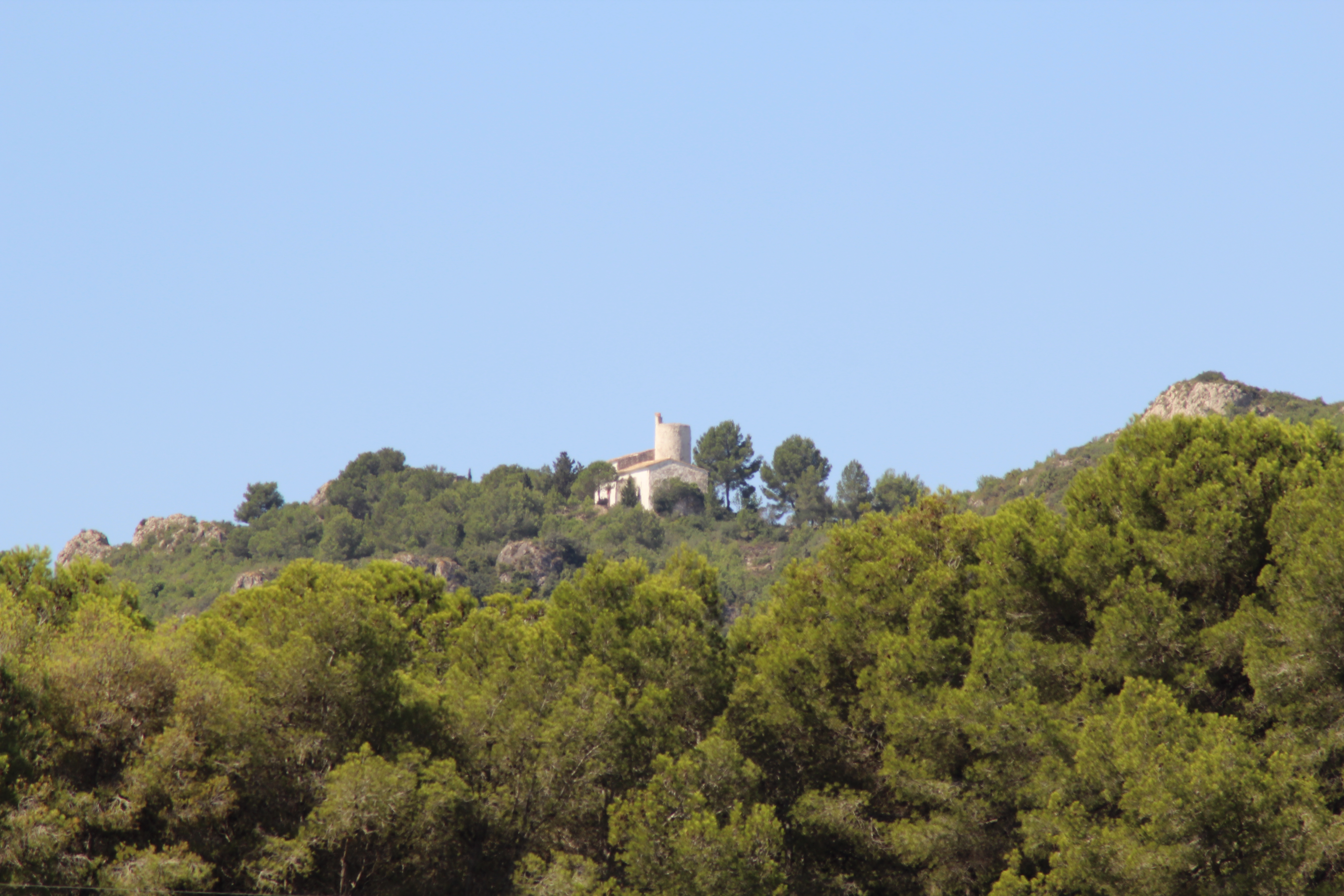
La ermita de San Antonio de Padua vista desde Les Peces, Albiñana.

El exterior de la ermita presenta una escalinata que conduce hacia la puerta de acceso y unas pequeñas ventanas aspilleras, así como dos contrafuertes que sostienen la bóveda de media caña del interior. Destaca el campanario de espadaña de un solo cuerpo que se levantó aprovechando una gran peña. Consta de una sola nave y tiene un carácter místico y primitivo. A la derecha y adosada a la ermita, se encuentra la antigua casa del ermitaño abandonada desde 1936.